# Half Eagle

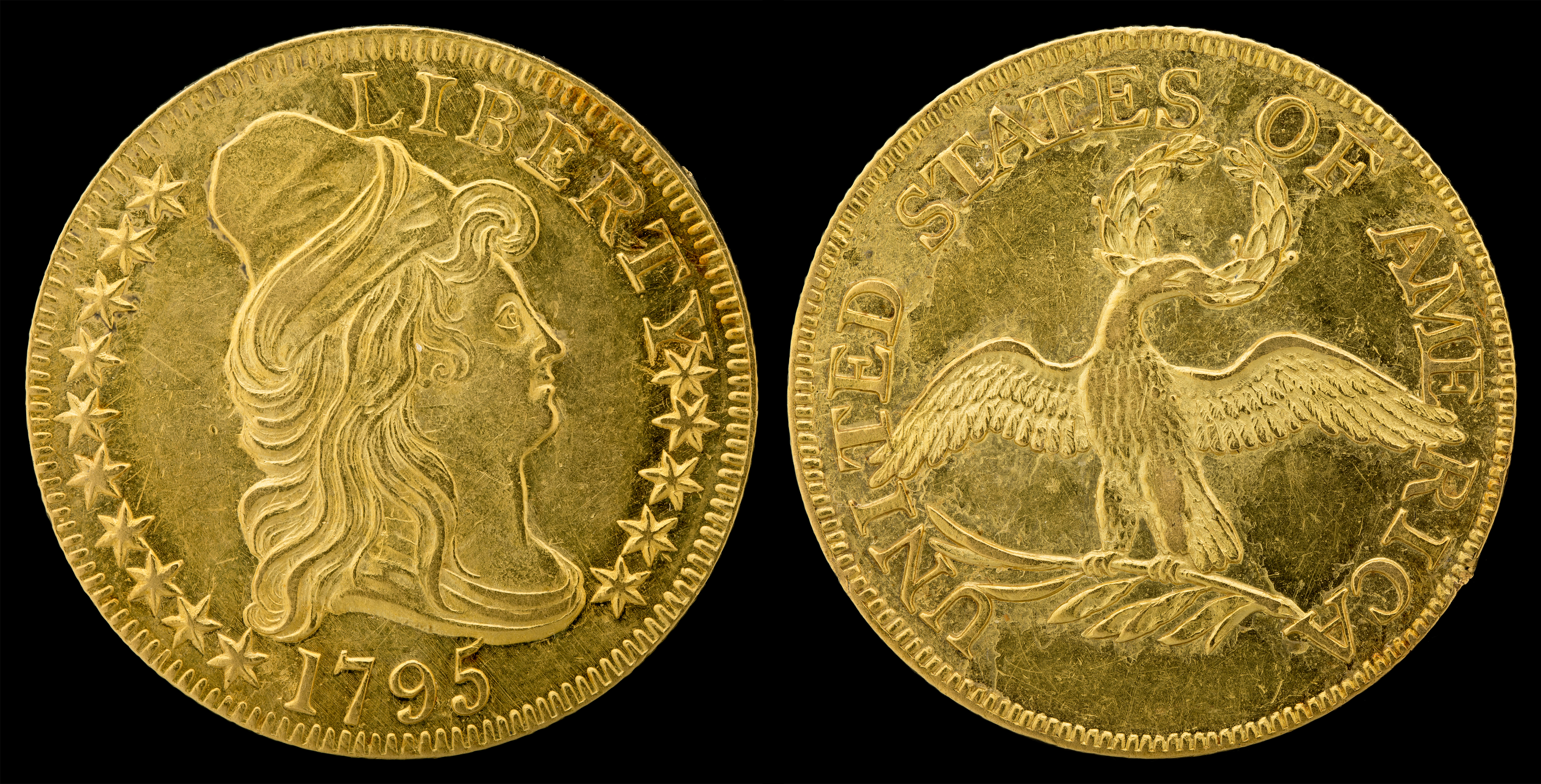
Przykład monety Half Eagle:
Draped Bust Half Eagle (1795–1798)

Half Eagle – nazwa amerykańskich złotych monet obiegowych o nominale pięciu dolarów amerykańskich bitych przez U.S. Mint w latach 1795–1929. Monety o tym nominale zostały ustanowione na mocy uchwalonej 2 kwietnia 1792 roku przez Kongres ustawy Coinage Act of 1792. W 1929 roku zaprzestano emisji monet o nominale pięciu dolarów ze względu na Wielki Kryzys, który doprowadził do problemów gospodarczych i monetarnych Stanów Zjednoczonych. Zapotrzebowanie na monety Half Eagle zaczęło spadać i Departament Skarbu prawie wszystkie monety wyemitowane w tym roku skierował do rezerw państwowych. W 1933 roku zakazano posiadania złotych monet oraz złota jako kruszcu w całych Stanach Zjednoczonych, co sprawiło, że złote monety przestały być prawnym środkiem płatniczym.
Na podstawie Coinage Act of 1792 monety Half Eagle miały masę 8,7478 g (135 granów) i wykonane były ze złota próby 916. W 1834 roku Kongres uchwalił ustawę Coinage Act of 1834, która zredukowała wagę monet do 8,3590 g (129 granów) i próbę złota do 899. Ustawa Coinage Act of 1873 zwiększyła próbę złota do 900.
W latach 1795–1929 wybito pięć typów monet Half Eagle: Draped Bust (1795–1807) projektu Roberta Scota, Capped Bust (1807–1834) projektu Johna Reicha, Classic Head (1834–1838) projektu Williama Kneassa, Liberty Head (1839–1908) projektu Christiana Gobrechta, Indian Head (1908–1929) projektu Beli Lyon Pratta.

## Historia

### Ustanowienie monetHalf Eagle

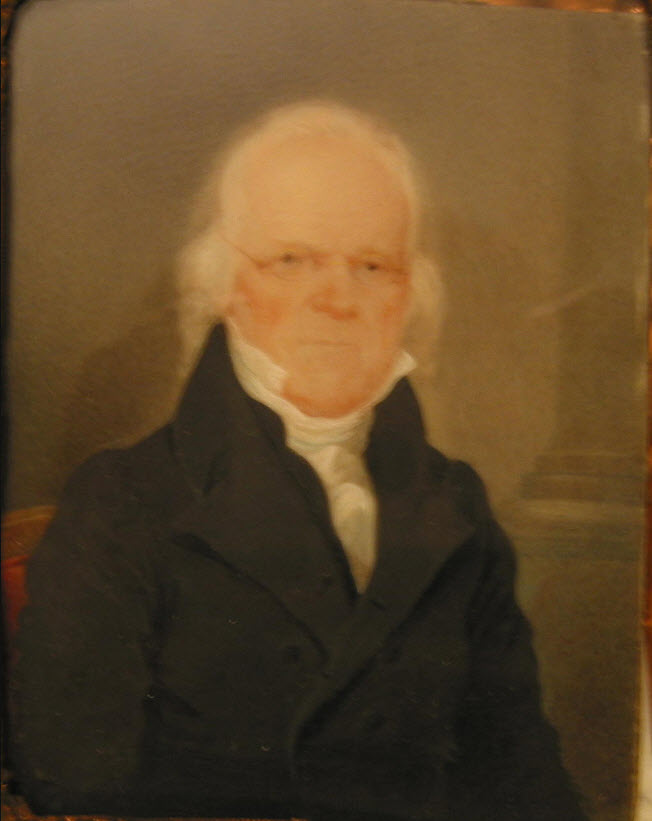
Henry William de Saussure

Pierwsza propozycja wprowadzenia monety o nominale pięciu dolarów pojawiła się 8 sierpnia 1786 roku z inicjatywy samego Kongresu. Według jej założeń moneta Half Eagle miała 123,134 grany czystego złota (7.9789 g) i miałaby przedstawiać orła. Jednak wówczas dyskusja nie przyniosła żadnych rezultatów. 2 kwietnia 1792 roku Kongres uchwalił Coinage Act of 1792, który zezwolił na bicie monet kilku denominacji, w tym właśnie monet złotych o nominale pięciu dolarów amerykańskich zwanych Half Eagle. Była to wówczas druga moneta co do wartości w Stanach Zjednoczonych, większy nominał miały tylko monety Eagle. W tym czasie złoto było istotnym kruszcem w amerykańskim handlu. W obiegu znajdowały się wówczas złote monety z Hiszpanii, Meksyku, Holandii czy Wielkiej Brytanii i pozostawały legalnym środkiem płatniczym w Stanach Zjednoczonych do 1857 roku. Mennictwo miedziane rozpoczęto już w 1793 roku. W wypadku mennictwa kruszcowego mennica napotkała przeszkody w postaci wysokich osobistych poręczeń dla urzędów głównego mincerza i probiercy, które ustalił Kongres. Wynosiły one 10 000 dolarów i obaj urzędnicy mieli problemy, aby wnieść poręczenia w takiej wysokości lub znaleźć dla nich pokrycie. Mennica poprosiła Thomasa Jeffersona, aby interweniował w tej sprawie u prezydenta Jerzego Waszyngtona. 30 marca 1794 roku poręczenia zostały zredukowane do 1000 dolarów dla probiercy i 5000 dolarów dla głównego mincerza. W maju 1795 roku Robert Scot rozpoczął prace nad stemplami pierwszej monety Half Eagle. Pod koniec czerwca dyrektorem mennicy został Henry William de Saussure, który nakazał rozpoczęcie bicia pierwszych złotych monet pięciodolarowych. Pierwszą monetą Half Eagle była Draped Bust Half Eagle znana też jako Capped Bust to the right ze względu na wykorzystanie na awersie zwróconego w prawo profilu Miss Liberty. 31 lipca 1795 roku U.S. Mint wybiła pierwsze złote monety o nominale pięciu dolarów.

### Problemy stosunku wartości srebra do złota
Od początku emisji pojawił się problem z obiegiem złotych monet. W 1792 roku ustalono stosunek srebra do złota na 15 do 1. Okazało się, że na rynku stosunek ten wynosił 16 do 1. W tym czasie wydobycie srebra rosło, wydobywano je w Meksyku i Ameryce Południowej. Złoto natomiast, do czasu kalifornijskiej gorączki złota, wydobywane było w mniejszych ilościach. Srebro stało się powszechnie dostępnym kruszcem, co doprowadziło do zjawiska wykupywania złotych monet i ich przetopu, a następnie do sprzedaży złota z zyskiem w przeliczeniu na wartość srebra. W związku z zaistniałymi problemami w 1804 roku dyrektor mennicy Elias Bouidnot wstrzymał bicie głównie monet Eagle.
Na przełomie XVIII i XIX wieku do Stanów Zjednoczonych przybyło wielu uchodźców z Europy, którzy uciekali z kontynentu z powodu wojen napoleońskich. Jednym z nich był John Reich, niemiecki rytownik. Jego zdolności zostały zauważone w 1801 roku przez prezydenta Waszyngtona, który nakazał zatrudnić Reicha w mennicy. Jednak dopiero w 1807 roku Reich został formalnie zatrudniony i od razu zostało mu przypisane zadanie przeprojektowania wizerunków najczęściej używanych monet, czyli półdolarówki i Half Eagle. Od tego roku rozpoczęto wybijanie monet pięciodolarowych z nowym wizerunkiem Miss Liberty zwróconej w lewą stronę. W latach 1807–1812 mennica w Filadelfii wybiła 399 013 sztuk Half Eagle, ale większość z nich znikała z obiegu w celach przetopienia i sprzedaży z zyskiem. Zmienna relacja wartości srebra do złota sprawiała, że ten drugi kruszec tracił na wartości, a co za tym idzie również i złote monety obiegowe. Na początku XIX wieku w Stanach Zjednoczonych rynkowy stosunek srebra do złota wynosił 15 do 1, a w Europie 16 do 1. Doprowadzało to do wywozu złotych monet za granicę. W 1831 roku ok. 40 000 sztuk monet Half Eagle zostało przetopionych w Paryżu. Szacuje się, że tylko 1% monet z tego okresu przetrwał do dziś. W 1829 roku doszło do zmniejszenia średnicy pięciodolarówek z 25 do 22,5 mm.
W celu zaradzenia problemowi związanemu z przetopem lub wywozem złotych monet z państwa, w 1834 roku uchwalono Coinage Act of 1834. Na mocy tej ustawy zredukowano wagę złotych monet. Zabieg ten zachował wartość monet, ale jednocześnie przyczynił się do pozostawienia ich w obiegu na rynku krajowym. Na mocy tego prawa moneta o nominale pięciu dolarów powinna mieć 116 granów (7.5166 g) czystego złota i wagę 129 granów (8,3590 g), a nie jak według standardu ustalonego w Coinage Act of 1792 – 123 grany (7.9702 g) i masę 135 granów (8,7478 g).

### Half Eaglea problemy gospodarcze Stanów Zjednoczonych

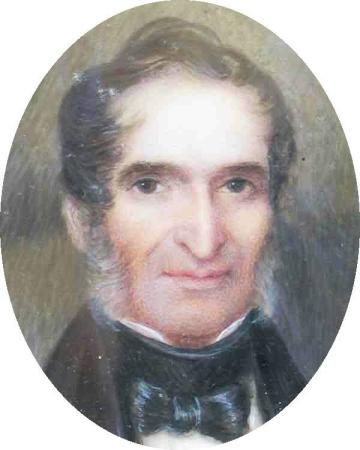
Christian Gobrecht

W 1834 roku William Kneass zmienił projekt monety, tworząc motyw znany jako Classic Head. Nowy projekt pozbawiony był motta „E Pluribus Unum”. Ówczesny dyrektor mennicy Samuel Moore uznał, że umieszczanie tego motta nie miało żadnego umocowania prawnego, a nazwa państwa na rewersie w zupełności wystarczała. Po raz pierwszy monety Half Eagle były wybijane w oddziałach U.S. Mint w Charlotte i Dahlonedze. Lata 30. XIX wieku były okresem, który wpływał negatywnie na złote monety. Na zachodzie Stanów Zjednoczonych spekulowano obrotem ziemi. Na rynku pojawiał się pieniądz papierowy, często bez pokrycia, emitowany przez pojawiające się małe, prywatne banki o niskiej wiarygodności. W 1837 roku prezydent Andrew Jackson wydał Specie Circular of July 1837, który stanowił, że zakup gruntów publicznych może być dokonywany wyłącznie za pośrednictwem złotych lub srebrnych monet. Jednak zabieg ten nie pomógł załagodzić pogarszającej się sytuacji gospodarczej w kraju. Doszło do tzw. paniki roku 1837, która poprzedzona była rosnącą inflacją, dodrukiem pieniądza papierowego, spekulacją przy sprzedaży ziemi na zachód od Missisipi. Skutkowało to wzrostem bezrobocia, spadkiem cen i płac. W tym czasie złote monety były trudno osiągalne dla wielu Amerykanów.
W 1839 roku motyw Classic Head został zastąpiony nowym, neoklasycznym wizerunkiem monety zaprojektowanym przez Christiana Gobrechta, znanym pod określeniami: Liberty Head, Braided Hair lub Coronet Head. W 1853 roku Kongres uchwalił Coinage Act of 1853. Zawarto w nim mechanizm regulujący liczbę drobnych srebrnych monet na rynku. Od tej pory miały być one wybijane na konto rządowe za opłatą w złocie. Zasada ta doprowadziła de facto do nieformalnego wprowadzenia w Stanach Zjednoczonych standardu złota. Tym samym srebro zostało zdewaluowane, a moneta jednodolarowa straciła swoje praktyczne znaczenie. W latach 50. XIX wieku popyt na monety dziesięciodolarowe pozostawał niski. W codziennym handlu preferowano drobniejszą złotą monetę Half Eagle (5 dolarów). Z kolei w operacjach bankowych i transakcjach międzynarodowych używano monet dwudziestodolarowych. 3 marca 1865 roku Kongres przegłosował ustawę Act of March 3, 1865, która nakazywała umieszczenie dewizy „In God We Trust” na każdej amerykańskiej monecie. Miało to upamiętniać szkody i ofiary poniesione podczas wojny secesyjnej. W 1866 roku Gobrecht dodał tę dewizę na rewersie Half Eagle. W 1870 roku oddział mennicy w Carson City rozpoczął po raz pierwszy bicie monet Half Eagle. W 1878 roku wznowiono tzw. specie payments, czyli wykup pieniędzy papierowych przez banki za monety, najczęściej złote. Do przeprowadzania tych operacji używano między innymi monet pięciodolarowych, co wymusiło zwiększenie ich emisji w 1880 roku. W latach 1866–1908 wybito ich 51 500 000 sztuk.

### Schyłek emisjiHalf Eagle

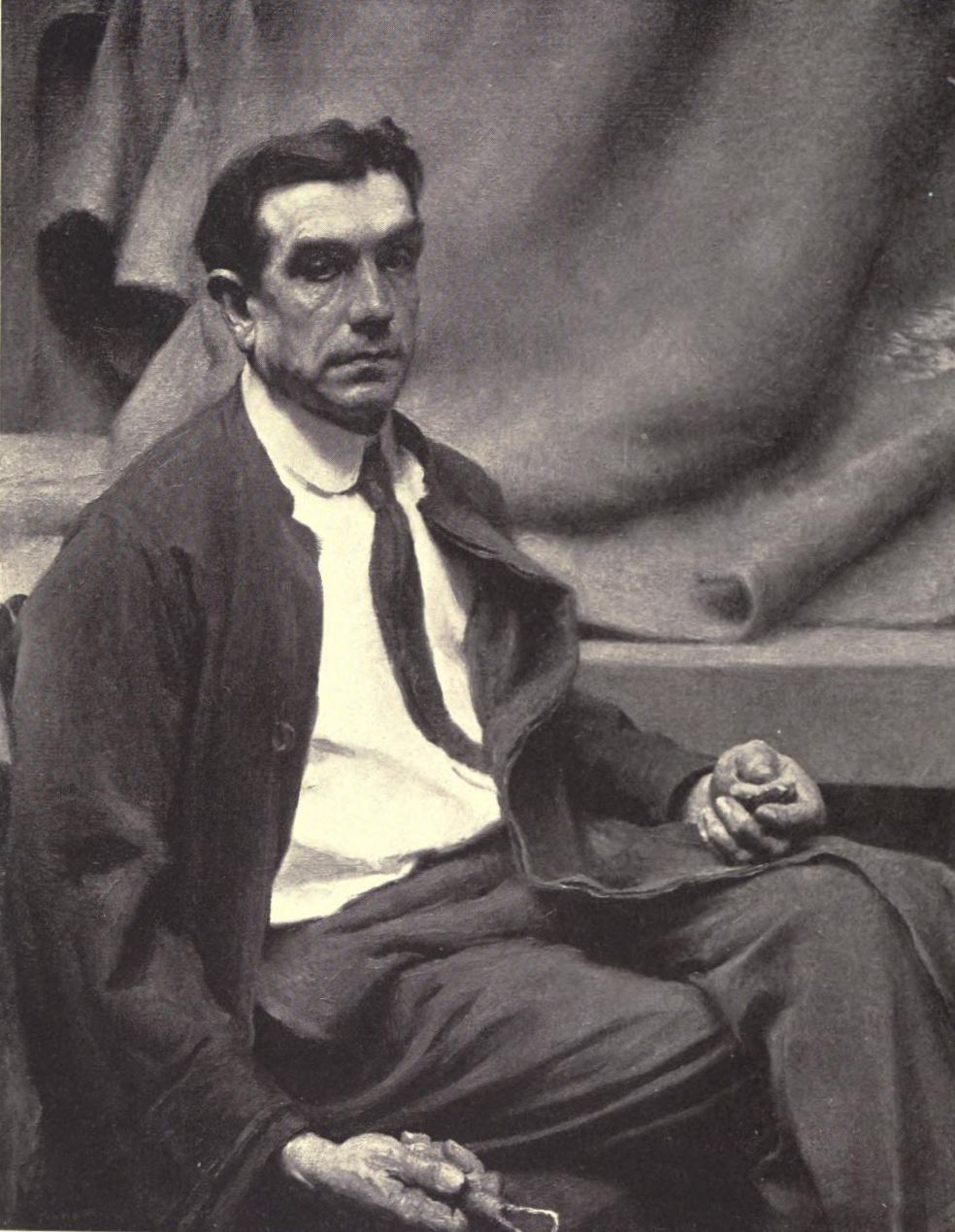
Bela Lyon Pratt

W 1904 roku prezydent Theodore Roosevelt wystosował do sekretarza skarbu Lesliego M. Shawa pytanie, czy można było zmienić wygląd amerykańskich monet bez uzyskiwania na to zgody Kongresu. W styczniu 1905 roku prezydent poprosił Shawa o skontaktowanie się z dyrektorem U.S. Mint i zaproponował zatrudnienie Augustusa Saint-Gaudensa jako osoby, która mogłaby zmienić wizerunki amerykańskich monet. O wyborze tego artysty zadecydowały dwie kwestie. Pierwsza była taka, iż Saint-Gaudens zaprojektował medal na inaugurację zaprzysiężenie Roosevelta na prezydenta Stanów Zjednoczonych w 1904 roku. Wizerunek medalu zyskał aprobatę prezydenta. Drugą kwestią był podziw obu dla sztuki starożytnej Grecji. Rzeźbiarz zmarł w 1907 roku i przed swoją śmiercią zdołał zaprojektować tylko Saint-Gaudens Double Eagle (moneta o nominale 20 dolarów) i Indian Head Eagle (moneta o nominale 10 dolarów). Projekt Half Eagle i Quarter Eagle Roosevelt powierzył, za namową Williama Bigelowa, Beli Prattowi. Monety projektu Pratta były pierwszymi, których legendy oraz wizerunki umieszczone na nich były wklęsłe w stosunku do powierzchni monety. Moneta ta była bita nieprzerwanie od 1908 roku do 1916 roku. Jej wybijanie wznowiono w 1929 roku, jednak w tym samym roku rozpoczął się w Stanach Zjednoczonych wielki kryzys. Problemy gospodarcze sprawiły, że zapotrzebowanie na złotą monetę pięciodolarową zaczęło maleć. Dlatego większość z nich była zaraz po wybiciu składowana w rezerwach Departamentu Skarbu. Szacuje się, że ze wszystkich wybitych w 1929 roku monet Half Eagle przetrwało 200 sztuk. 5 kwietnia 1933 roku prezydent Franklin D. Roosevelt wydał Executive Order 6102, który zakazywał posiadania złotych monet i złota, jako kruszcu, na terenie Stanów Zjednoczonych. 30 stycznia 1934 roku wszedł w życie Gold Reserve Act. Stanowił on, że złote mennictwo zostanie wstrzymane, a całe złoto powinno zostać wycofane z obiegu i przetopione w sztaby o wymiarach ustalonych przez Departament Skarbu.

## MonetyHalf Eagle

### Draped Bust(1795–1807)
W maju 1795 roku dyrektor mennicy David Rittenhouse poprosił rytownika Roberta Scota, aby ten rozpoczął prace nad wizerunkiem pierwszej monety pięciodolarowej. Kiedy w czerwcu nowym dyrektorem U.S. Mint został Henry William de Saussure, nakazał rozpoczęcie bicie monet Half Eagle. Dzięki temu, że projekty i stemple zostały wykonane wcześniej, pod koniec lipca mennica wybiła pierwsze 744 sztuki monet tego nominału. Nie jest znane źródło inspiracji dla wizerunków Miss Liberty oraz orła (znanego jako small eagle), na których wzorował się Scot. W wypadku Miss Liberty chciał przedstawić hellenistyczną boginię z elementami, które wówczas miały nadać wizerunkowi nowoczesny wygląd (np. materiałowa czapka i sposób zaprojektowania oczu). Small eagle wzorowany był na onyksowej kamei z katalogu Fritza Eichlera i Ernsta Krisa (pozycja nr 4) z Kunsthistorisches Museum w Wiedniu. Kiedy moneta weszła do obiegu, to orzeł na niej przedstawiony zyskał miano chicken eagle.
W środku pola awersu Scot umieścił zwrócony w prawo profil Miss Liberty w materiałowej dużej czapce. Miss Liberty została otoczona 15 gwiazdami. W 1797 roku wybijano monety, na których rewersie było 15 lub 16 gwiazd. Od 1798 do 1807 roku monety miały 13 gwiazd na awersie. Pod postacią znalazł się rok wybicia. Wszystkie monety z 1796 roku zostały wybite stemplem awersu z 1795 roku. Cyfra 5 została przebita cyfrą 6. Rewers monety przedstawia siedzącego na liściu palmowym orła z rozłożonymi skrzydłami. W dziobie uniesionej głowy orzeł trzyma wieniec. Dookoła orła umieszczono nazwę państwa „UNITED STATES OF AMERICA”. Na rewersie nie ma informacji na temat nominału monety. W momencie, kiedy Draped Bust trafiła do obiegu, wartość złotych monet była szacowana na podstawie ich wagi i kruszcu. Bowers podaje, że pierwsze 8707 sztuk monet było wybijanych dziewięcioma stemplami rewersu. Wśród nich można znaleźć sztuki, na których awersie można dostrzec, że słowo „STATES” zostało początkowo wybite jako „STATED”. Później dokonano korekty stempla z litery D na S.
W odpowiedzi na krytykę wizerunku rewersu i chęć podniesienia rangi monety Scot postanowił stworzyć nowy projekt. W tym celu wykorzystał tzw. Heraldic Eagle, który nawiązywał do Wielkiej Pieczęci Stanów Zjednoczonych. Na piersi orła znalazła się tarcza Union Shield z mottem „E Pluribus Unum”. W szponach orzeł trzyma strzały i gałązkę oliwną. Pomiędzy skrzydłami rozciąga się łuk z chmur, a pod nimi 13 gwiazd. W 1798 roku wybito egzemplarze z 14 gwiazdami. W wypadku monet z Heraldic Eagle na rewersie również pojawiają się przebite daty wybicia. Prawdopodobnie wynika to z tego, że stemple wykonywano ze stali, co czyniło z nich kosztowne wyposażenie mennicy. Używano ich zatem tak długo, jak tylko nadawały się do bicia monet. Na wielu przebijano ostatnie cyfry daty (np. stempel z 1803 roku był przebitym stemplem z 1803, a stempel z 1802 roku był przebity z 1801 roku).
| Odmiany                                  | Wizerunek | Charakterystyka | Charakterystyka | Charakterystyka | Charakterystyka | Charakterystyka |
| Odmiany                                  | Wizerunek | waga (g)        | średnica (mm)   | krawędź         | stop            | liczba sztuk*   |
| ---------------------------------------- | --------- | --------------- | --------------- | --------------- | --------------- | --------------- |
| Draped Bust ze Small Eagle (1795–1798)   |           | 8,74            | 25              | ząbkowana       | Au 916          | 18 512          |
| Draped Bust z Heraldic Eagle (1798–1807) |           | 8,74            | 25              | ząbkowana       | Au 916          | 316 867         |

* Tabela nie uwzględnia liczby wybitych monet lustrzanych.

### Capped Bust(1807–1834)
W 1807 roku Draped Bust Half Eagle została zastąpiona monetą projektu Johna Reicha. Awers monety przedstawiał zwrócone w lewo popiersie Miss Liberty. Na głowie personifikacja wolności miała materiałową, dużą czapką z napisem „LIBERTY”, spod której na ramiona opadały kręcone włosy. Na lewo od Miss Liberty Reich umieścił siedem gwiazd, a po prawej sześć. Pod popiersiem była data wybicia monety. Opinia publiczna uznała, że Reich wzorował się na swojej „grubej kochance”, ale nie ma jednoznacznych dowodów na to, kto stanowił inspirację dla projektanta. W swojej propozycji rewersu Reich odszedł od Heraldic Eagle na rzecz siedzącego na strzałach i gałązce oliwnej orła z rozłożonymi skrzydłami. Pomiędzy skrzydłami umieścił wstęgę z mottem „E Pluribus Unum”. Orzeł otoczony został nazwą państwa „UNITED STATES OF AMERICA”, a pod strzałami i gałązką znalazł się nominał w skróconej formie „5 D.”.
W latach 1808–1821 Half Eagle były jedynymi złotymi monetami emitowanymi w Stanach Zjednoczonych po tym, jak w 1804 roku wstrzymano bicie monet Eagle, a w 1808 roku Quarter Eagle. W 1813 roku Reich zmodyfikował awers monety, usuwając linię biustu i dekolt. Tym samym gwiazdy nieprzerwanie otaczały głowę Miss Liberty. Zmianie uległ także wygląd Miss Liberty. W stosunku do poprzedniego przybrał charakter bardziej „matronalny”. W 1829 roku Willieam Kneass zmodyfikował projekt awersu. Zastosował wyższy relief portretu, a ząbkowane obrzeże zastąpił perełkowym z kołnierzem. W tym samym roku w U.S. Mint wprowadzono matryce kołnierzowe. Dzięki temu poprawiono jakość bicia monety, ponieważ matryce te zapobiegały rozszerzeniu się krążka po uderzeniu. Tym samym ujednolicono średnicę monet i zmniejszono ich rozmiar.
| Odmiany                            | Wizerunek | Charakterystyka | Charakterystyka                 | Charakterystyka | Charakterystyka | Charakterystyka |
| Odmiany                            | Wizerunek | waga (g)        | średnica (mm)                   | krawędź         | stop            | liczba sztuk*   |
| ---------------------------------- | --------- | --------------- | ------------------------------- | --------------- | --------------- | --------------- |
| Capped Bust bez dewizy (1807–1812) |           | 8,74            | 25                              | ząbkowana       | Au 916          | 399 013         |
| Capped Bust z dewizą (1813–1834)   |           | 8,74            | 25 (1813–1829) 22,5 (1829–1834) | ząbkowana       | Au 916          | 1 385 612       |

* Tabela nie uwzględnia liczby wybitych monet lustrzanych.

### Classic Head(1834–1838)
W 1834 roku Kongres uchwalił Coinage Act of 1834, który zredukował masę złotych monet i zmniejszył próbę złota użytego do ich produkcji. Dyrektor mennicy Samuel Moore postanowił, że wycofywane z obiegu stare monety Half Eagle będą zastępowane monetami z nowym wizerunkiem. W tym celu nakazał Williamowi Kneassowi rozpoczęcie prac nad projektem nowej monety pięciodolarowej. W ten sposób powstał motyw Classic Head, który na awersie przedstawiał zwrócony w lewo profil Miss Liberty z kręconymi włosami i opaską z napisem „LIBERTY”. W porównaniu do poprzednich przedstawień, Miss Liberty Kneassa była bardziej „chłopięca”. Wyrażane są opinie, że profil przypominał raczej greckiego młodego atletę, niż boginię. Dookoła głowy znalazło się 13 sześcioramiennych gwiazd, a pod profilem data wybicia monety. Znaki mennic umieszczano pomiędzy datą a szyją. Na rewersie Kneass umieścił orła z rozpostartymi skrzydłami i tarczą Union Shield, jaki widniał na monetach projektu Reicha. Aby ułatwić użytkownikom odróżnienie nowych monet od starych Moore i Kneass postanowili usunąć wstęgę z mottem „E Pluribus Unum”. Podobnie jak w poprzedniej monecie tak i na tej nominał został umieszczony w skróconej wersji „5 D.”.
Egzemplarze wybite w 1834 roku mają cyfrę 4 wybitą na dwa sposoby. Jedna, tak zwana płaska, a druga nazwana krzyżową. Wyróżnia się także kilka wariantów monety Classic Head Half Eagle ze względu na różnice we fryzurze i układzie loków.
| Odmiany      | Wizerunek | Charakterystyka | Charakterystyka | Charakterystyka | Charakterystyka | Charakterystyka |
| Odmiany      | Wizerunek | waga (g)        | średnica (mm)   | krawędź         | stop            | liczba sztuk*   |
| ------------ | --------- | --------------- | --------------- | --------------- | --------------- | --------------- |
| Classic Head |           | 8,35            | 22,5            | ząbkowana       | Au 899          | 2 113 612       |

* Tabela nie uwzględnia liczby wybitych monet lustrzanych.

### Liberty Head(1839–1908)
Pod koniec lat 30. XIX wieku dyrektor mennicy Robert Patterson poprosił Christiana Gobrechta o zmianę wizerunku dotychczasowej monet Half Eagle. Zainspirowany neoklasycyzmem Gobrecht zmienił profil Miss Liberty, który był bardziej inspirowany antycznymi wpływami greckimi lub rzymskimi. Kręcone włosy Miss Liberty zostały spięte z tyłu głowy sznurem korali, a dwa pasma włosów opadają na szyję i kark. Na głowie umieścił diadem z napisem „LIBERTY”. Pod profilem znalazła się data wybicia monety. Wizerunek Miss Liberty został otoczony trzynastoma sześcioramiennymi gwiazdami. Moneta ma ząbkowaną obwódkę obrzeża. Rewers monety przypomina ten z monet Classic Head Half Eagle i Capped Bust Half Eagle. Gobrech dokonał korekty układu skrzydeł orła, a przed i po zmienionym nominale monety dodał dwa separatory w kształcie kropek: „•FIVE D.•”. Wokół orła umieścił nazwę państwa. Nad nominałem znajdowały się także znaki mennic, w których wybijano monety.
W trakcie wojny secesyjnej produkcja monet zmalała. Najpierw w mennicy w Filadelfii, a następnie w Charlotte i Dahlonedze w 1861 roku. Jednak, kiedy wojska Konfederatów zajęły oddział mennicy w Dahlonedze, to nakazano dalsze bicie monet. W 1866 roku następca Gobrechta, James Longacre, umieścił nad orłem wstęgę z dewizą „IN GOD WE TRUST”.
Liberty Head Half Eagles były jedynymi monetami, które były wybijane przez wszystkie oddziały U.S. Mint w Stanach Zjednoczonych .
W latach 60. i 70. XX wieku na Bliskim Wschodzie pojawiły się sfałszowane egzemplarze Liberty Head Half Eagle z roku 1892. Ze względu na dużą liczbę wybitych sztuk tej monety w 1892 roku (753 480), uważa się, że fałszerstwa nie były wymierzone w kolekcjonerów. W okresie, z którego pochodzą fałszerstwa, na Bliskim Wschodzie wielu kupców używało monet jako środek przechowywania wartości. Nie byli oni jednak świadomi tego procederu, a podrobione monety miały taką samą wagę i skład kruszcu jak oryginały.
| Odmiany                             | Wizerunek        | Charakterystyka | Charakterystyka  | Charakterystyka | Charakterystyka | Charakterystyka |
| Odmiany                             | Wizerunek        | waga (g)        | średnica (mm)    | krawędź         | stop            | liczba sztuk*   |
| ----------------------------------- | ---------------- | --------------- | ---------------- | --------------- | --------------- | --------------- |
| Liberty Head bez dewizy (1839–1866) |                  | 8,35            | 22,5 (1839–1840) | ząbkowana       | Au 900          | 9 114 049       |
| Liberty Head bez dewizy (1839–1866) | 21,6 (1840–1908) | 8,35            |                  | ząbkowana       | Au 900          | 9 114 049       |
| Liberty Head z dewizą (1866–1908)   |                  | 8,35            | 51 503 654       | ząbkowana       | Au 900          |                 |

### Indian Head(1908–1929)
Na początku wieku XX prezydent Theodore Roosevelt wyznaczył rzeźbiarza Augustusa Saint-Gaudensa do zmiany wizerunków amerykańskich monet. Artysta zmarł w 1907 roku i pozostawił po sobie projekty monet o nominale 10 i 20 dolarów. William Bigelow, fizyk i kolekcjoner dzieł sztuki, zafascynowany był wklęsłymi wizerunkami z czasów egipskich i zaproponował prezydentowi, aby takie same umieszczono na amerykańskich monetach. Bigelow wytypował do tego zadania Belę Lyon Pratta, rzeźbiarza z Bostonu. Pratt na awersie przedstawił zwrócony w lewo profil indiańskiego wodza w pióropuszu. Po jego lewej stronie umieścił sześć gwiazd, a po lewej siedem. Nad głową napis „LIBERTY”, a pod nią data wybicia. Pomiędzy datą a profilem znalazły się inicjały artysty „B.L.P.”. Rewers był najprawdopodobniej wzorowany na projekcie orła Saint-Gaudensa z medalu prezydenckiego Roosevelta. Ptak siedzi na wiązce strzał i gałązce oliwnej, zwrócony w lewą stronę. Nad orłem Pratt umieścił nazwę państwa z separatorami w formie kropek „UNITED•STATES•OF•AMERICA”. Na lewo od ptaka motto „E PLURIBUS UNUM”, na prawo dewiza „IN GOD WE TRUST”. Pod orłem nominał zapisany z separatorem „FIVE•DOLLARS”. Moneta była wybita innowacyjną w amerykańskim mennictwie metodą stempla z wypukłym grawerem. Wobec tego wszystkie wizerunki i inskrypcje były wklęsłe.
Taka forma wybicia miała swoich przeciwników. Jednym z nich był filadelfijski kolekcjoner Hudson Chapman, który napisał skargę do prezydenta. Skrytykował wygląd Indianina, który miał wyglądać jak „wycieńczony”, i uznał, że orzeł na rewersie nie przedstawia bielika amerykańskiego. Ponadto twierdził, że taka forma wybicia monety sprawia, że użytkownik może odnieść wrażenie posiadania wygrawerowanego krążka, a nie monety, a w zagłębieniach może zbierać się brud. Krytykiem projektu był także sam główny rytownik mennicy Charles E. Barber, który dokonał z własnej inicjatywy korekty rewersu. Jednak projekt Pratta był poparty przez prezydenta, co przeważyło na jego użyciu.
| Odmiany     | Wizerunek | Charakterystyka | Charakterystyka | Charakterystyka | Charakterystyka | Charakterystyka |
| Odmiany     | Wizerunek | waga (g)        | średnica (mm)   | krawędź         | stop            | liczba sztuk*   |
| ----------- | --------- | --------------- | --------------- | --------------- | --------------- | --------------- |
| Indian Head |           | 8,35            | 21,6            | ząbkowana       | Au 900          | 14 078 066      |

* Tabela nie uwzględnia liczby wybitych monet lustrzanych.